# Villa del Carbón
Villa del Carbón pertence à Região Naucalpan, é um dos municípios localizados ao norte do Estado de México, no México.

## Governo e administração

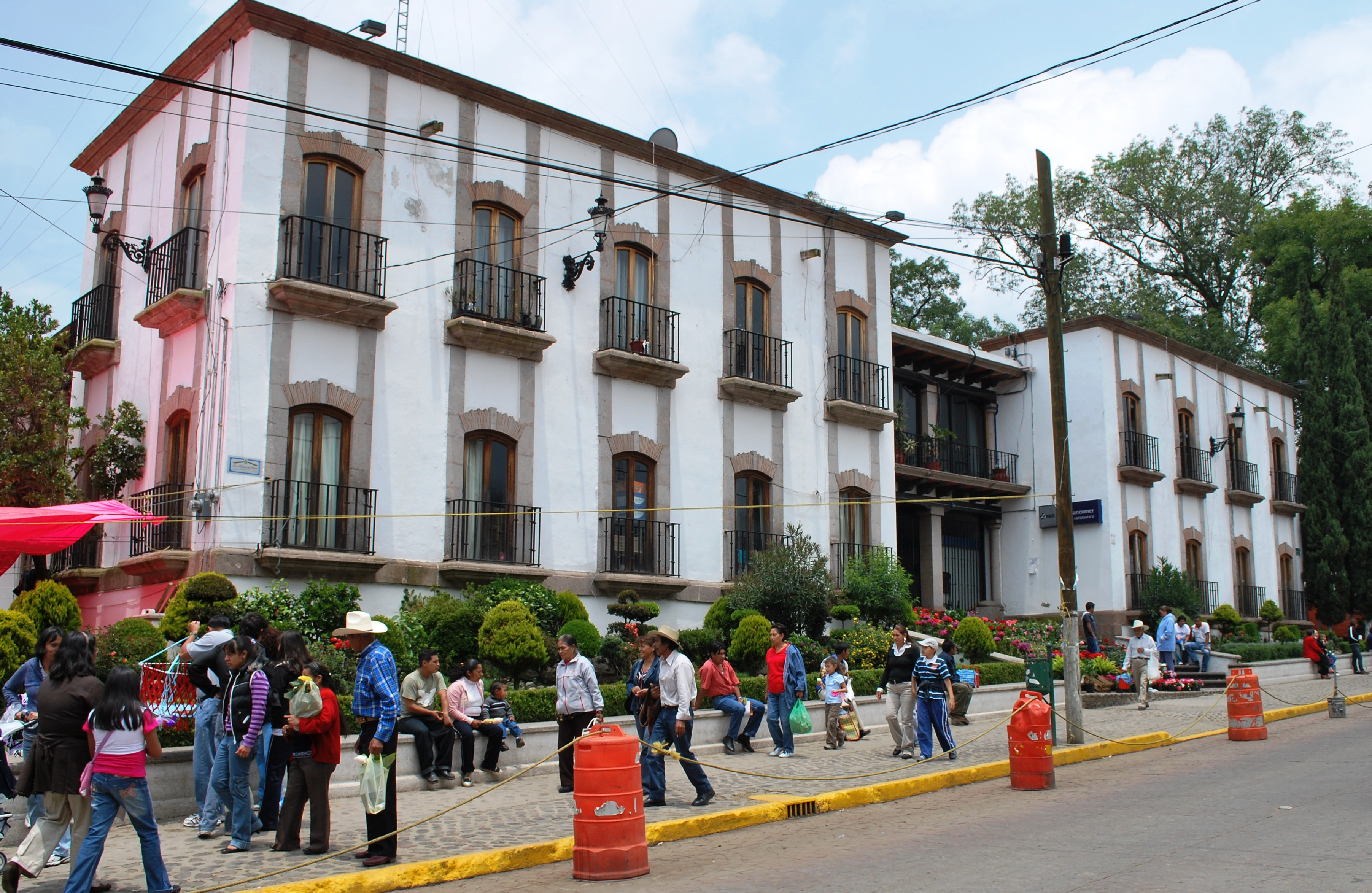
Prefeitura de Villa del Carbón

A cabecera municipal ou a capital do município é a povoação de Villa del Carbón, lugar onde governa a autoridade mais importante do município que es apresentado por o Ajuntamento.
| Prefeito                         | Periodo   |
| -------------------------------- | --------- |
| Urbano Tinoco Mancilla           | 2000–2003 |
| Arturo Salazar Barrera           | 2003–2006 |
| Ernesto Chavarria Miranda        | 2006–2009 |
| Ramiro Robledo Marquez           | 2009–2012 |
| Maria de Lourdes Montiel Paredes | 2012–2015 |
| Javier Cruz Momroy               | 2015–2018 |